# Diamantino Esporte Clube
Diamantino Esporte Clube foi um clube brasileiro de futebol da cidade de Diamantino, no estado de Mato Grosso. Fundado por Ismael dos Santos em 15 de janeiro de 1999, suas cores eram verde, amarelo e branco.
Participou do Campeonato Mato-Grossense de futebol  na 1ª divisão no ano de sua fundação, sua participação foi surpreendente alcançando a 3ª colocação no campeonato, sendo desclassificado pelo time do Sinop nos pênaltis. O time foi montado com alguns atletas locais e outros já profissionais que não obtiveram chances em outros clubes do estado.
Em março de 2002, nem uma nova participação desta vez buscando utilizar atletas da cidade de Diamantino e de cidades vizinhas para a disputa da primeira divisão do Campeonato Mato-Grossense, o clube não apareceu para a partida contra o Dom Bosco e acabou excluído do campeonato pelo Comitê Executivo da FMF. Tal acontecimento se deu pela falta de apoio ao time, que sem verba não pode concluir sua participação (desta vez mais discreta).